# Dhol
Il dhol è uno strumento musicale a percussione appartenente ai membranofoni, proveniente dall'India settentrionale.

## Storia
È diffuso in particolar modo nella regione del Punjab, tra l'etnia Sikh, e in Armenia. Si ritiene che la sua invenzione risalga all'incirca al XV secolo, e che sia derivato da uno strumento già conosciuto in Persia.

## Caratteristiche
Il dhol può essere di varie dimensioni, in base alla tonalità del suono che si vuole ottenere. Di solito viene usata vera pelle animale per la costruzione, anche se negli ultimi anni si è passati a quella sintetica. Sullo strumento vi sono delle chiavi che permettono di aumentare o diminuire la tensione della pelle, in modo da alterarne le vibrazioni e quindi il suono.